# 座間市
座間市（日语：／ Zama shi */?）是位於日本神奈川縣中心的都市。

## 概要
座間由八王子街道的宿場發展而成為聚落。太平洋戰爭期間，日本軍在此設有高座海軍工廠和陸軍士官學校，軍都的色彩強烈。戰後，美國駐日陸軍總部座間基地和日本陸上自衛隊的座間駐屯地位於本市和附近的相模原市。

## 交通

### 鐵路
小田急電鐵
- 小田原線：相武台前站 - 座間站

東日本旅客鐵道
- 相模線：入谷站

相模鐵道
- 本線：通過市域南端但不設站。相模野站的所在地不是「座間市相模野」而是「海老名市東柏谷（日语：東柏ケ谷）」。
- 除相模野站外，徒步還可以使用柏台站、小田急相模原站、相武台下站、南林間站等。